# Batalla de Sasireti

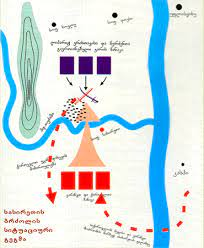

La batalla de Sasireti (georgiano: სასირეთის ბრძოლა) fue una batalla librada en 1042 cerca de la aldea de Sasireti, en la actual región de Shida Kartli (Georgia), durante la guerra civil del Reino de Georgia, entre el ejército real, dirigido por el rey Bagrat IV y el ejército rebelde, dirigido por el duque Liparit IV de Kldekari. El resultado fue una victoria decisiva del ejército rebelde.
Liparit Baghvashi, general de Bagrat IV y duque de Kldekari, mantenía una relación de vasallaje con este último. Su enemistosa relación estalló cuando Liparit inició entre 1037 y 1040 una campaña contra la ciudad georgiana de Tiflis, que era gobernada por emires árabes. El rey, aconsejado por opositores de Liparit, negoció la paz con el emir Alí ibn Jafar, un enemigo jurado del duque, en 1040. En venganza, Liparit se alzó en rebelión y dirigió sus esfuerzos en poner a Demetre, medio hermano de Bagrat, en el trono georgiano. No tuvo éxito y decidió terminar las hostilidades con Bagrat, siendo recompensado con el título de Gran Duque de Kartli, pero teniendo que dejar a su hijo Ioane como rehén del rey. Poco después, Liparit volvió a rebelarse, solicitando la ayuda bizantina. Apoyando por una fuerza bizantina y otra proveniente de Kajetia (un reino en el este de Georgia), liberó a su hijo y volvió a invitar al príncipe pretendiente Demetre a ser coronado rey. Demetre murió poco después de empezar la guerra, pero Liparit continuó la lucha contra las fuerzas del rey.
Al ejército real mandado por Bagrat se sumó un destacamento varego de 700 hombres, probablemente una subdivisión de la expedición del vikingo sueco Ingvar el Viajero. De acuerdo con una antigua crónica georgiana, los vikingos desembarcaron en Bashi, un lugar de la desembocadura del río Rioni, en Georgia occidental.
Los dos ejércitos libraron la batalla decisiva cerca de la aldea de Sasireti, la parte oriental de Georgia, en la primavera de 1042. En un combate feroz, el ejército real fue derrotado y se retiró hacia el oeste. Liparit se apoderó de la fortaleza clave de Artanuji, convirtiéndose así en el virtual gobernante de las provincias meridionales y orientales de Georgia. Derrotado en la batalla, no fue hasta 1059 cuando Bagrat IV fue capaz de restablecer su autoridad en el reino, obligando al duque Liparit a exiliarse en Constantinopla.